# Le Mesnil-Rogues
Le Mesnil-Rogues è un comune francese di 170 abitanti situato nel dipartimento della Manica nella regione della Normandia.

## Società

### Evoluzione demografica
Abitanti censiti